# Lutek
Lutek (deutsch Luttken) ist ein Dorf mit Ferienhaussiedlung in der Gmina Olsztynek (Stadt- und Landgemeinde Hohenstein i. Ostpr.). Es liegt sechs Kilometer südlich von Olsztynek im Powiat Olsztyński der polnischen Woiwodschaft Ermland-Masuren.

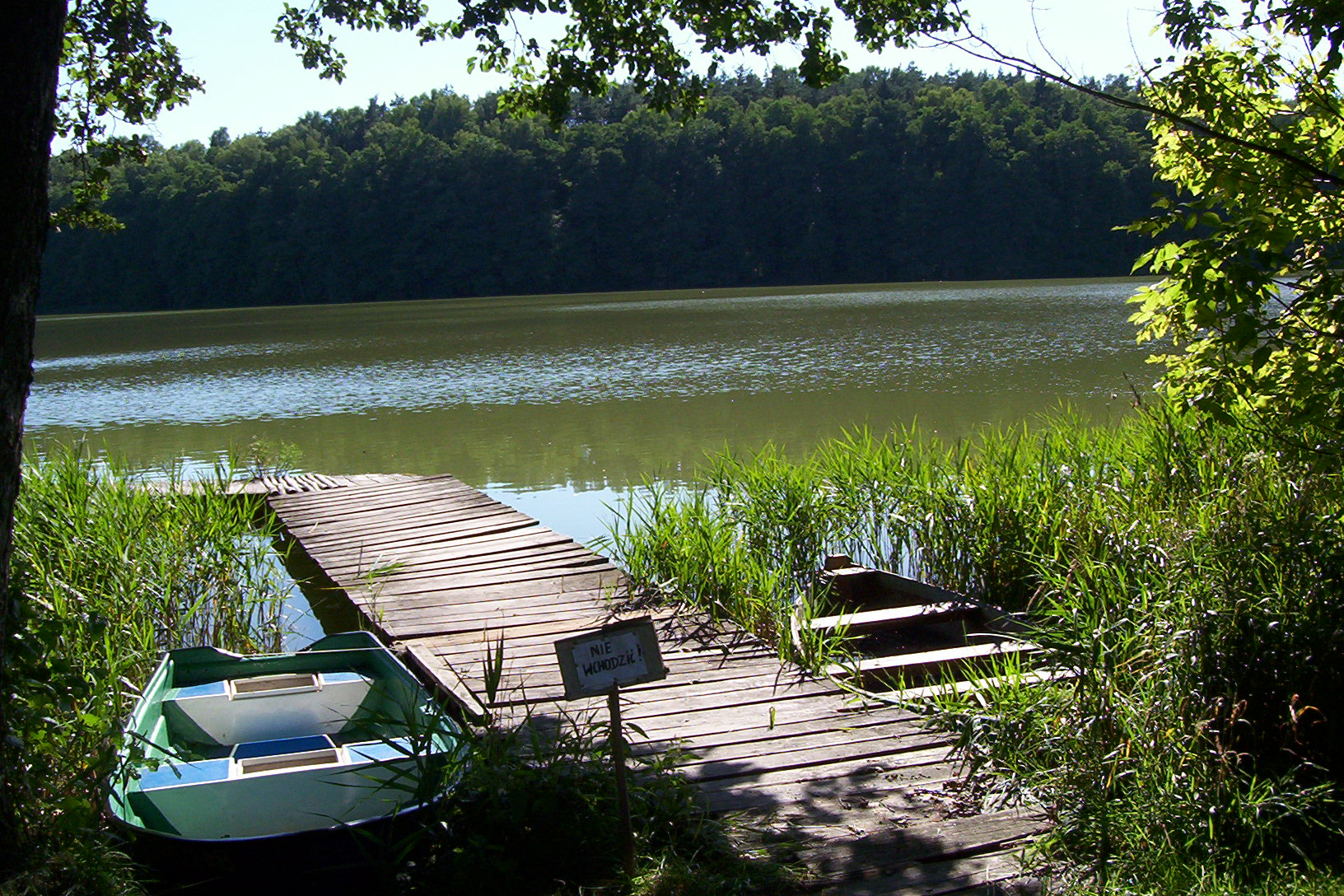
Der Jezioro Luteckie mit Bootsanleger

## Geographische Lage
Lutek ist eingebettet in masurische Landschaft mit Buchenwäldern und liegt am Luttkener See (polnisch Jezioro Luteckie), an dem sich auch zahlreiche Ferienhäuser befinden. Die einstige Kreisstadt Osterode in Ostpreußen (polnisch Ostróda) liegt 30 Kilometer nordwestlich, die heutige Kreismetropole und Woiwodschaftshauptstadt Olsztyn (deutsch Allenstein) 29 Kilometer nordöstlich.

## Geschichte
Das nach 1437 Groß Ludecke, nach 1566 Ludecke, nach 1618 Lutk, vor 1785 Lutken und nach 1820 Luttken genannte Dorf wurde 1414 erstmals als Luttkengut erwähnt und bestand aus mehreren kleinen Höfen und Gehöften. Die kleine Landgemeinde wurde 1874 in den neu errichteten Amtsbezirk Hohenstein i. Ostpr.-Land (polnisch Olsztynek) im Kreis Osterode in Ostpreußen eingegliedert. Im Jahre 1910 zählte Luttken 40 Einwohner. Ihre Zahl belief sich 1933 auf 52 und 1939 auf 47.
Anfang 1945 wurde die Gegend in Ostpreußen von der sowjetischen Armee erobert. Der gesamte südliche Teil Ostpreußens wurde an Polen überstellt. Luttken erhielt die polnische Namensform „Lutek“ und gehört heute zum Schulzenamt (polnisch Sołectwo) Kunki (Kunchengut) innerhalb der Stadt- und Landgemeinde Olsztynek (Hohenstein i. Ostpr.) im Powiat Olsztyński, bis 1998 der Woiwodschaft Olsztyn, seither der Woiwodschaft Ermland-Masuren zugehörig. Die anfänglich nur kleine Siedlung hat – gestützt auf die Grenzöffnung und den EU-Beitritt Polens – durch die Ferienhaussiedlung am Jezioro Luteckie zunehmend touristische Bedeutung erlangt.

## Kirche
Bis 1945 war Luttken in die evangelische Pfarrkirche Hohenstein (Ostpreußen) in der Kirchenprovinz Ostpreußen der Kirche der Altpreußischen Union, außerdem in die römisch-katholische Kirche Hohenstein – im damaligen Bistum Ermland gelegen – eingepfarrt.
Der Bezug zur heute „Olsztynek“ genannten Stadt ist geblieben: katholischerseits zur dortigen Herz-Jesu-Stadtkirche im Dekanat Olsztynek des jetzigen Erzbistums Ermland, evangelischerseits zur dortigen evangelischen Kirchengemeinde, jetzt eine Filialgemeinde der Pfarrei Olsztyn (Allenstein) in der Diözese Masuren der Evangelisch-Augsburgischen Kirche in Polen.

## Wirtschaft und Infrastruktur

### Tourismus
In Lutek gibt es zahlreiche Ferienhäuser. Es gibt einen Tennisplatz und einen Bootverleih. Dazu kommt der recht große Pferdestall „Uppsala“. Rund um Lutek bieten sich zahlreiche Wege zum Wandern durch die vielseitige Masurische Seen- und Waldlandschaft an. Das Wegenetz soll noch besser ausgeschildert werden.

### Verkehr
Die Straßenverkehrslag Luteks ist günstig, sind es doch nur wenige Kilometer bis zur Anschlussstelle „Grunwald“ der Schnellstraße S 7 (auch: Europastraße 77), die von Danzig über Warschau bis nach Krakau und darüber hinaus führt.
Die nächstgelegene Bahnstation ist Waplewo (Waplitz) an der Bahnstrecke zwischen Działdowo bzw. Warschau und Olsztyn. Der nächstgelegene internationale Flughafen ist der Flughafen Danzig.
Von Olsztyn und Olsztynek fahren darüber hinaus mehrere Busse am Tag bis in das zwei Kilometer entfernt gelegene Pawłowo.